# 安全衛生優良企業公表制度
安全衛生優良企業公表制度（あんぜんえいせいゆうりょうきぎょうこうひょうせいど）は、労働者の安全や健康を確保するための対策に積極的に取り組み、高い安全衛生水準を維持・改善しているとして、厚生労働省から認定を受けた企業を公表する2015年6月1日からはじまった制度。
認定された企業は厚生労働省のサイト上で公表され（2017年12月15日現在で33社が認定済み）、また安全衛生優良認定マーク(Wマーク)を自社サイトなどに掲載することができる。
2017年7月1日に安全衛生優良企業公表制度の認定基準が更新された。